# 鏡の中にある如く
『鏡の中にある如く』（かがみのなかにあるごとく、Såsom i en spegel）は、イングマール・ベルイマン監督・脚本による1961年のスウェーデンの映画である。
作家が、17歳の息子、精神分裂病を患った娘、娘の夫である医師とともに、島の別荘を訪れる話。

## あらすじ
島の別荘で休暇を楽しむ家族。作家のダビッド、彼の17歳の息子ミーヌス、娘のカーリン、その夫で医師のマッティンで、父と娘婿は海に網打ちに出る。そこでマッティンがダビッドにカーリンの病状が芳しくないことを告げる。彼女の精神分裂病は完治が望めず、再発の可能性があるという。
その夜は庭先で夕食を取り、ダビッドは子どもたちに旅のみやげを渡し、お返しに三人はミーヌス作の芝居『芸術の亡霊または幻想の墓場』を演じる。カーリンはミーヌスの父への嫌みだと言う。
夜になってマッティンが寝てしまうとカーリンは起き出し、物音に惹かれるように２階の空き部屋に行き、壁の向こうから大勢の人の囁き声を聞いて、欲情にかられ身悶えする。
朝4時、仕事中の父の部屋を訪ね、父のベッドで眠ってしまったカーリンは、父が外に出た後に目覚め、机の引き出しの日記を読んでしまう。そこには、不治の病を支えようとするより、小説のネタにと好奇の目を向けていることが、記されている。カーリンはマッティンを起こして泣き出し、マッティンは必死になだめる。
翌朝、ダビッドとマッティンがボートで沖に出て留守の時、カーリンはミーヌスを２階の空き部屋に連れて行き、「この部屋には神が現れる」と言う。ミーヌスは信じられない姉の言動に不安を抱く。
二人が海岸に行くとカーリンは突然嵐が来ると言って走り出す。ミーヌスが追って探すと彼女は座礁した廃船の中にいて、カーリンが彼を誘惑し二人は関係を持ってしまう。
ダビッドとマッティンが海から帰り、ミーヌスから事情を聞いて二人は慌てて廃船に向かう。カーリンは罪の意識でまた乱れ、弟との出来事を父に告白し自ら再入院を望んだ。
入院の準備をしている間に、カーリンがいなくなって皆が探すと２階の空き部屋で誰かに話しかけ、「もうすぐ神が来る」と祈るカーリンの姿があった。
救急のヘリコプターが着いて、カーリンとマッティンは病院へと向かう。残されたミーヌスは父ダビッドに、姉と関係した罪から「もう生きられない」と言う。父は「神にすがれば生きていける。愛が神そのもの。そう考えると絶望から救われる」と答える。それを受けミーヌスは「姉は家族に愛され神と共にいる」と話し、父の言葉に目を輝かせた。

## キャスト
- ハリエット・アンデルセン
- グンナール・ビョルンストランド
- マックス・フォン・シドー
- ラーシュ・パッスコード（英語版）

## 評価
第34回アカデミー賞では外国語映画賞を受賞した。さらに翌年の第35回アカデミー賞では脚本賞にノミネートされた。
第12回ベルリン国際映画祭ではコンペティション部門で上映され、金熊賞を争った。